# Hella Jacobs
 (mai 2015).
Si vous disposez d'ouvrages ou d'articles de référence ou si vous connaissez des sites web de qualité traitant du thème abordé ici, merci de compléter l'article en donnant les références utiles à sa vérifiabilité et en les liant à la section « Notes et références ».
Pour les articles homonymes, voir Jacobs.
Hella Jacobs (né le 14 février 1905 à Hambourg et mort le 17 août 1974  est une peintre allemande d'avant-garde du XXe siècle, qui se rattache au mouvement de la Nouvelle Objectivité, courant artistique (1918-1930) apparu en Allemagne dans les années 1920 et qui succède à l'expressionnisme, dont il découle par bien des aspects.

## Biographie
Entre 1924 et 1926, Hella Jacobs fréquente l'École des arts appliqués d'Altona puis l'École des arts appliqués de Hambourg. Elle apprend le dessin technique dans un cabinet d'architecture et commence en parallèle des études de charpentier. Elle est en même temps active comme artiste et crée en 1929 une peinture qui est de nos jours dans la Hamburger Kunsthalle.
Un élément central de son travail est la représentation du peuple. À partir de 1930, elle devient pigiste pour divers éditeurs. De 1938 à 1941, elle est mariée à Alfred Lubkert.